# P.A.H. Hornix

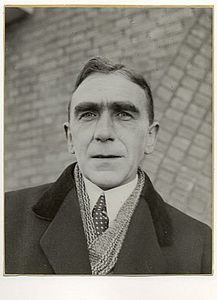
P.A.H. Hornix

Pierre Alphonse Hubert Hornix (Roermond, 19 mei 1885 – Breda, 8 augustus 1956) was een Nederlands architect. Hij was directeur van de dienst Openbare Werken gemeente Breda van 1930 tot 1950. Hornix is de zoon van architect J.M.H. Hornix.
P.A.H. Hornix noemde zichzelf liever stadsbouwmeester en beschouwde de Watertoren aan de Speelhuislaan als een van zijn belangrijkste werken. De toren is gerealiseerd in de stijl van de Amsterdamse School. Daarnaast is hij de ontwerper van het Burgemeester van Sonsbeeckpark in Breda. Hij ontwierp een park met daarin een zwembad, voetbalterrein, sintelbaan en tennisbaan.
Ook was hij bekend als kunstenaar. Het beeld 'het Voske (Turfschipmonument)' aan de Kraanstraat op het KMA-terrein in Breda uit 1940 is van zijn hand. Dit is een beeld van beton waarop een vos staat afgebeeld naast een bronzen piek die bedekt is met een doek. Het beeld staat op een sokkel waarop een kaart en teksten staan afgebeeld die herinneren aan het feit dat het in 1940 350 jaar geleden was dat Adriaen van Bergen zijn turfschip in Breda afmeerde. Dit leidde tot de inname van de stad in de Tachtigjarige Oorlog ten koste van de Spanjaarden.
- International Standard Name Identifier: 0000 0003 8756 0686
- Nederlandse Thesaurus van Auteursnamen: 32795714X
- Virtual International Authority File: 280487229
- WorldCat: E39PBJy8mcCGdrYxqJq8MtbfMP